# Craig Lewis
Craig Lewis (Moore (SC), 10 januari 1985) is een Amerikaans voormalig wielrenner, actief van 2007 tot 2014. Van 2008 tot 2011 reed hij voor HTC-Highroad, de ploeg van topsprinter Mark Cavendish. Hij werd beschouwd als een van de grootste jonge talenten uit het Amerikaanse wielrennen, maar lostte de verwachtingen niet in.

## Belangrijkste overwinningen
2006
- Amerikaans kampioenschap op de weg (Beloften)
- Amerikaans criteriumkampioenschap (Beloften)
- Google Rock Hill Road Race

2012
- 2e etappe Tour de Beauce

## Resultaten in voornaamste wedstrijden
| Jaar | Ronde van Italië | Ronde van Frankrijk | Ronde van Spanje |
| ---- | ---------------- | ------------------- | ---------------- |
| 2008 |                  |                     |                  |
| 2009 |                  |                     |                  |
| 2010 | 78e              |                     |                  |
| 2011 | buiten tijd      |                     |                  |

| Jaar | Amstel Gold Race | Luik-Bast.‑Luik | Ronde van Lombardije |  | WK op de weg |
| ---- | ---------------- | --------------- | -------------------- |  | ------------ |
| 2008 |                  |                 | 11e                  |  |              |
| 2009 | 62e              | 84e             | 46e                  |  | 59e          |
| 2010 |                  | 119e            |                      |  | opgave       |
| 2011 | 36e              | 58e             |                      |  |              |